# براق أزتيمور
محمد براق أُزتيمور (تُكتب بالعربيَّة أيضًا «أُزْدِمِر») (بالتركية: Burak Özdemir)، (ولد عام 1995)، المعرُوف اختصارًا الشِّيف براق. هو طبَّاخ تُركي من أصُولٍ عربيَّة. ذاع صيته طباخًا مبتكرًا، وحقق شهرة عربية وعالمية، إذ يتابعه الملايين عبر منصات الشبكات الاجتماعية، ويقصده المشاهير في مطعمه لتناول طعامه. يتحدّث براق اللغة التركية والعربية والإنجليزية، وينشر مقاطع فيديو احترافية على مواقع التواصل الاجتماعي واليوتيوب. يتميز براق بمهارة وخفة الحركة في إعداد الطعام بطريقة لافتة للانتباه. لاقت فيديوهاته رواجًا كبيرًا بين النّاس.

## سيرة شخصية
ينحدر الشِّيف براق من مدينة أنطاكية الواقعة في محافظة حطاي التُّركية (لواء إسكندرون حسب المُطالبة السورية) حيث تعيش بها أغلبيَّة عربيَّة. ورث براق مهنة الطبخ عن أبيه وجده، إذ بدأ في مزاولتها منذ أن كان في السادسة عشر. وتمتلك عائلته سلسلة مطاعم في تركيا أشهرها مطعم المدينة في منطقة تقسيم باسطنبول.
افتتح الشيف براق العديد من الأفرع من سلسلة المطاعم التي يملكها، مثل فرع ميدان تقسيم، وآق سراي، وبشكطاش في بلده تركيا. توسَّع لاحقًا ليشمل دولًا عربيَّة مثل دبي، والدوحة، والمنامة. كما يمتلك أفرُعًا في مُدن عديدة حول العالم مثل دوشنبه، ومانشستر ولندن وغيرها.

## الشهرة
اشتهر الشيف براق على مقاطع مرئيَّة في مواقع التواصل الاجتماعي بتقديم أطباق كبيرة الحجم من الوصفات التركية بينما يبتسم دائمًا وموجهًا نظرهُ للكاميرا، ما جعله أحد مشاهير الإنترنت على منصات مثل إنستغرام وتيك توك. يتبرع براق أحيانًا بالطعام الذي يطهوه أمام الكاميرا للأشخاص الفقراء والمحتاجين إلى الطعام.

## وصلات خارجية
- براق أزتيمور على موقع IMDb (الإنجليزية)